# Graptodytes flavipes
Graptodytes flavipes är en skalbaggsart som först beskrevs av Olivier 1795.  Graptodytes flavipes ingår i släktet Graptodytes och familjen dykare. Inga underarter finns listade i Catalogue of Life.

## Bildgalleri

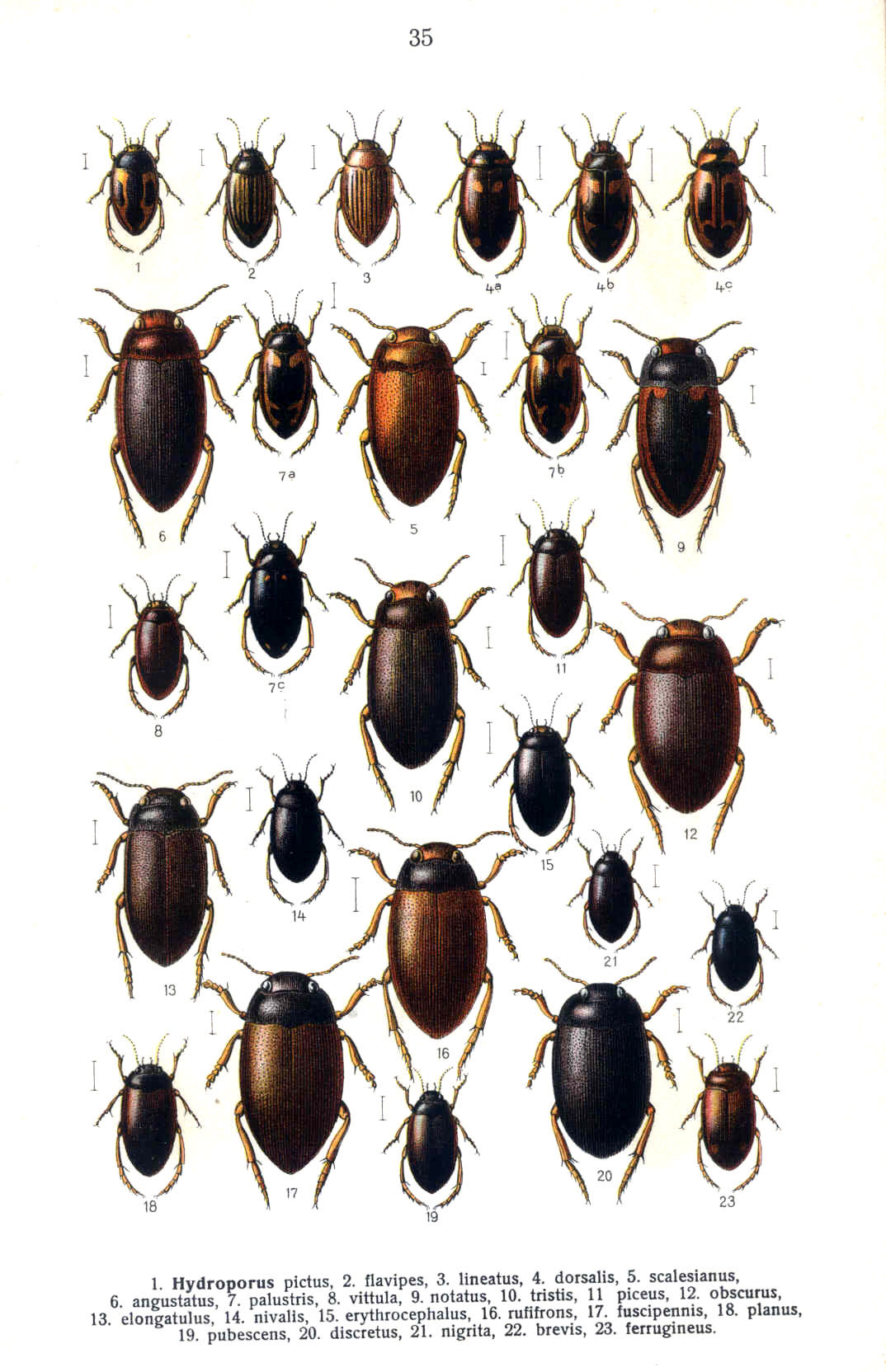
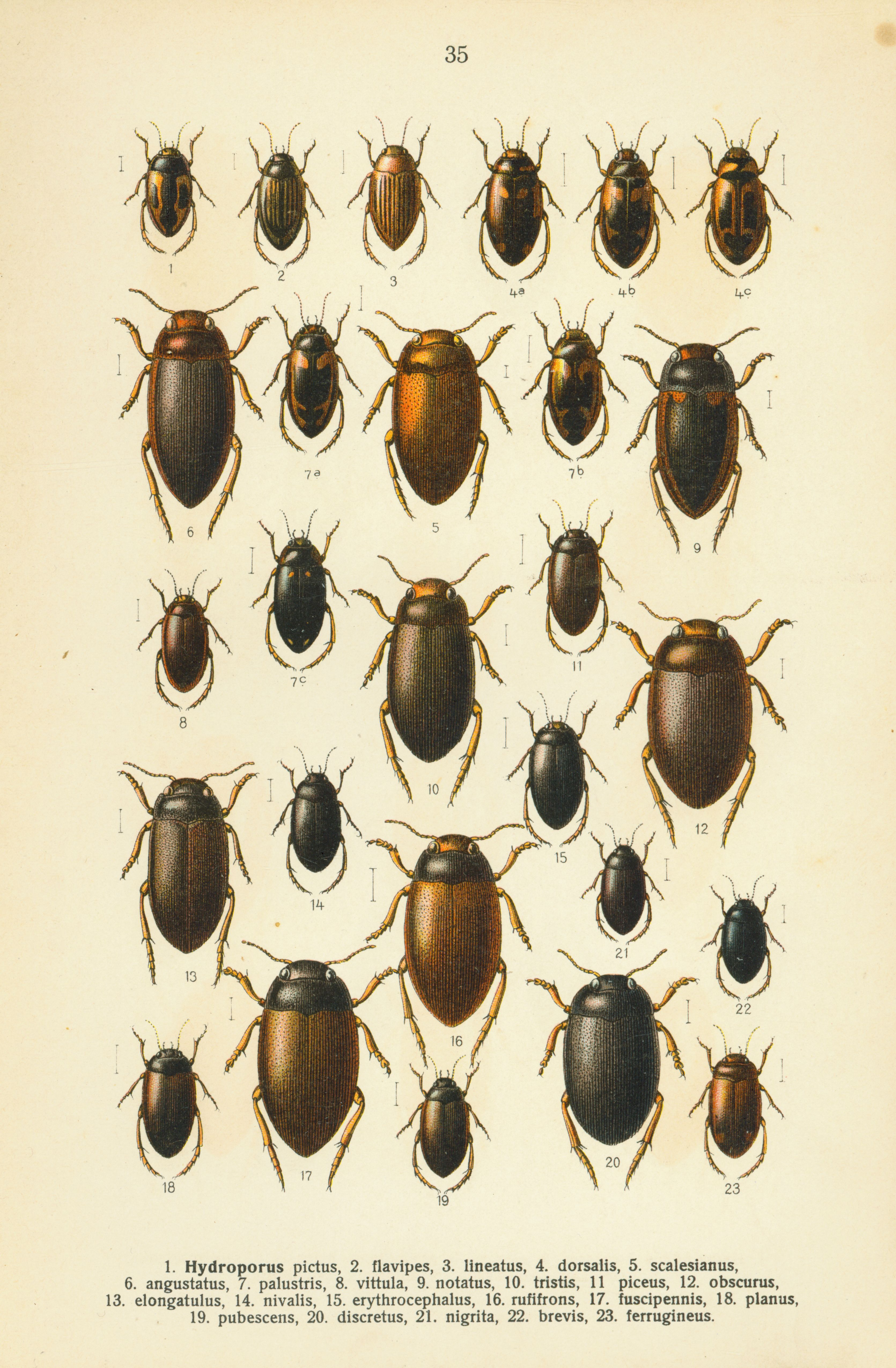